# Terranova
Terranova (in inglese: Newfoundland, in francese: Terre-Neuve; in gaelico canadese: Talamh an Èisg; in micmac: Ktaqmkuk) è un'isola canadese dell'Oceano Atlantico di 111390 km² e 512 930 abitanti. Fa parte della provincia di Terranova e Labrador, il cui capoluogo, Saint John's, si trova nell'isola. Centri principali sono Corner Brook, Grand Falls, Placentia e Carbonear.

## Geografia
L'isola è situata di fronte alla costa orientale del Canada. Lo stretto di Belle Isle la separa dalla penisola del Labrador, posta sul continente, mentre lo stretto di Caboto la separa invece, a sud-ovest, dall'isola del Capo Bretone. L'isola si presenta come una piattaforma ondulata, di forma approssimativamente triangolare, i cui vertici sono Cape Bauld a nord-ovest (nella Northern peninsula), Cape Ray a sud-ovest e Cape Race a Sud-Est (nella penisola di Avalon). Il territorio è disseminato di piccoli laghi, fiumi ricchi di acque, ed è ricoperto di foreste, soprattutto di conifere. Il clima, come quello del Canada, è continentale freddo.

## Geologia
Dal punto di vista geologico, a giudizio di Richard Fortey, Terranova è "un libro di testo a cielo aperto". È infatti costituita da rocce che abbracciano un lungo periodo della scala dei tempi geologici: Precambriano, Cambriano, Ordoviciano e Siluriano, interrotte da formazioni eruttive posteriori, resti di isole vulcaniche fossili, e da formazioni ofiolitiche, resti dell'antico Oceano Giapeto, un precursore dell'Oceano Atlantico posto fra gli antichi continenti Laurentia e Baltica. Gli unici rilievi dell'isola, i monti Long (Long Range), hanno altezza inferiore a 800 m, sono attribuiti all'orogenesi Caledoniana, l'antico sistema montuoso del Paleozoico che univa rilievi identificabili attualmente in Scandinavia, Gran Bretagna e Stati Uniti (i monti Appalachi).
La penisola di Avalon ha differenti origini: deriva infatti da Avalonia, un microcontinente che si è separato da Gondwana agli inizi dell'Ordoviciano, e si è progressivamente spostato attraverso il Mare di Tornquist per entrare a collidere, insieme a Baltica durante il Siluriano e nel Devoniano, con il continente Laurentia per dare origine dapprima, con la chiusura dell'Oceano Giapeto, al continente Laurussia, e successivamente al supercontinente Pangea. Durante il Cretaceo, quando iniziò a frammentarsi la Pangea, la crosta continentale di Avalonia fu divisa in due dall'Oceano Atlantico, la cui apertura avvenne grosso modo seguendo l'antica catena nata dall'orogenesi Caledoniana, ossia i confini dell'antico Oceano Giapeto, quasi dovunque, tranne nella penisola di Avalon. L'analisi dei fossili, infatti, dimostra che la penisola di Avalon è finita dalla "sponda" di Laurentia, sebbene sia geologicamente simile a regioni, quali il Galles e la Spagna, finite dalla sponda opposta.

## Storia

La bandiera di Terranova, creata nel 1843

L'isola fu probabilmente il primo territorio americano dove si stabilirono europei, soppiantando i nativi Mi'kmaq: infatti sono state rinvenute tracce di un insediamento vichingo (L'Anse aux Meadows) risalente ad alcuni secoli prima del viaggio di Cristoforo Colombo. Al Papa Pasquale II si attribuisce la nomina del primo vescovo di Groenlandia e Terranova: si tratta di Enrico, o Henricus, che risulta così il primo vescovo in terra d'America.
L'isola sarebbe stata raggiunta nel 1325, oltre un secolo prima del viaggio di Colombo, dai fratelli veneziani Nicolò e Antonio Zeno. Fu ufficialmente scoperta da Giovanni e Sebastiano Caboto che l'avvistarono nel 1497 e le diedero il nome "Terra Nova". Pochi anni dopo, nel 1500, le sue coste furono esplorate dallo sfortunato navigatore portoghese Miguel Corte-Real, e vennero colonizzate dal Portogallo, per un breve periodo, ma senza successo. Nel 1583 divenne la più antica colonia inglese, dopo essere stata abitata, fin dai primi anni del XVI secolo, da pescatori provenienti dalla Francia, dall'Irlanda e dalle coste occidentali della Gran Bretagna, soprattutto dalla Cornovaglia. Una folta colonia francese s'insediò a Placentia, nella penisola di Avalon, ai primi del XVII secolo. La presenza di colonie francesi e inglesi nello stesso territorio portò per tutto il XVII secolo a veri e propri atti di guerra risolti diplomaticamente col Trattato di Utrecht (11 aprile 1713) per cui l'isola venne assegnata all'Inghilterra, ma alla Francia venne assegnato il monopolio della pesca e il diritto di sbarco sulle coste nordorientale e nordoccidentale dell'isola. Il monopolio francese della pesca rimase comunque oggetto di continue dispute fra i pescatori di Terranova e trovò soluzione con l'Entente cordiale anglo-francese del 1904 che abolì i privilegi della Francia.
L'isola, che dal 1832 aveva ottenuto un proprio parlamento e nel 1855 un proprio governo autonomo, ebbe nel 1917 lo statuto di dominion; perdette tuttavia l'autonomia, ritornando allo stato di "colonia" dell'impero britannico, dopo la crisi economica del 1929 che mise in ginocchio la florida economia basata sulla pesca. Nel settembre 1940 gli Stati Uniti d'America ottennero dal Regno Unito, come parte dell'accordo Destroyers for bases agreement, la concessione di numerose basi aeree e navali sull'isola per un periodo di novantanove anni rinnovabili. Finita la seconda guerra mondiale, in base a un referendum svoltosi il 31 marzo 1949 l'isola fu unita al Canada diventando così la decima provincia canadese (Provincia di Terranova e Labrador).

## Economia
La popolazione, per lo più di origine inglese ma con una forte minoranza francese, è concentrata lungo le zone costiere, mentre le zone interne sono quasi del tutto disabitate. Un tempo la principale attività di Terranova era la pesca del merluzzo; alla fine dell'Ottocento si diceva che vi fossero più milionari a St John's che nel resto dell'America. Lo sfruttamento intensivo dei Grandi banchi da parte dei pescherecci stranieri d'alto mare, verso il 1990, fu la rovina di questa attività. La pesca è attualmente limitata alle aragoste, ed è svolta ancora nel modo tradizionale. Le principali attività economiche riguardano lo sfruttamento delle risorse forestali e l'industria mineraria. L'agricoltura ha un'importanza secondaria nell'economia del paese, tranne l'allevamento degli ovini e del pollame.

## Galleria d'immagini

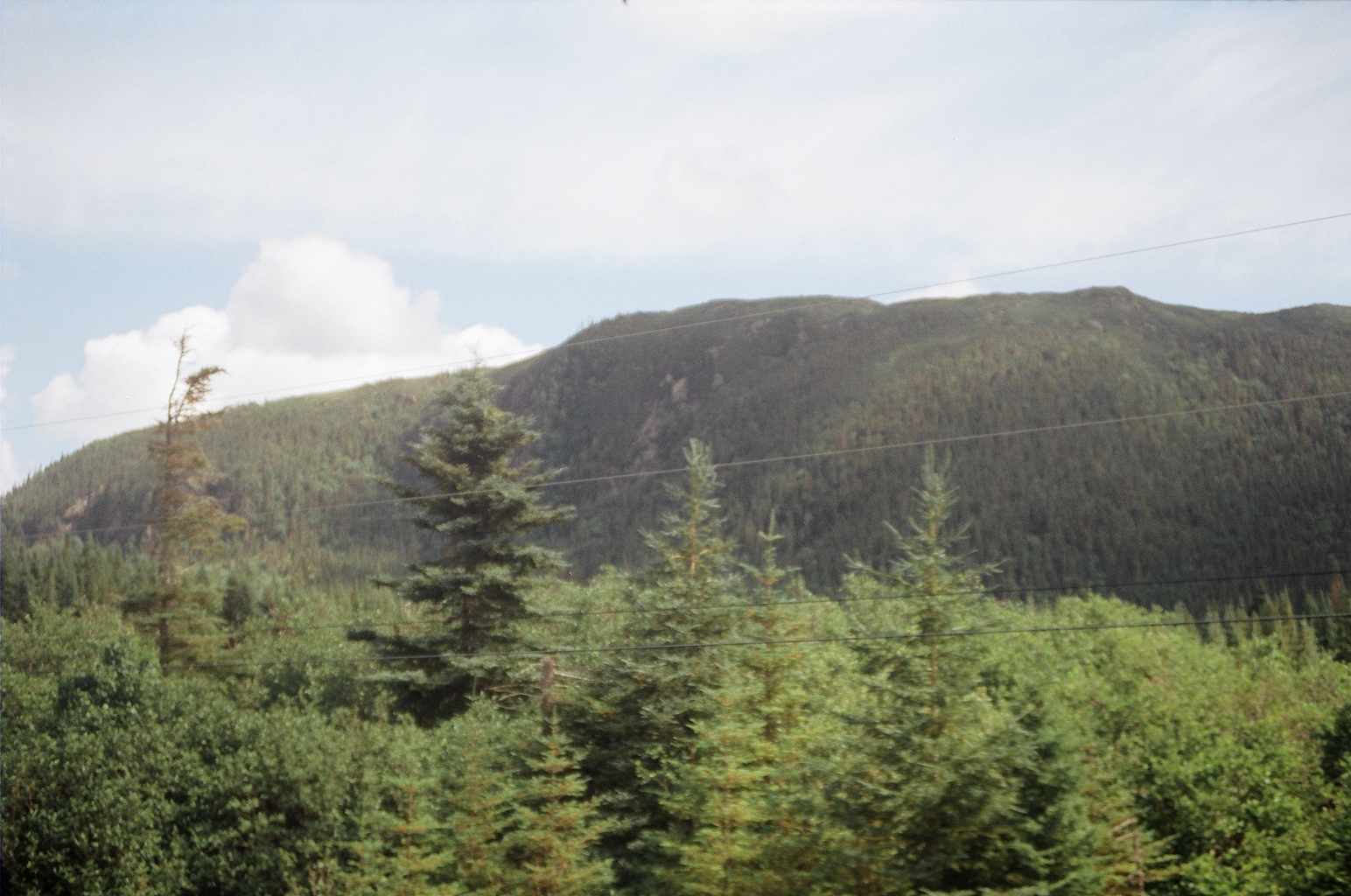
Monti Long (Long Range)
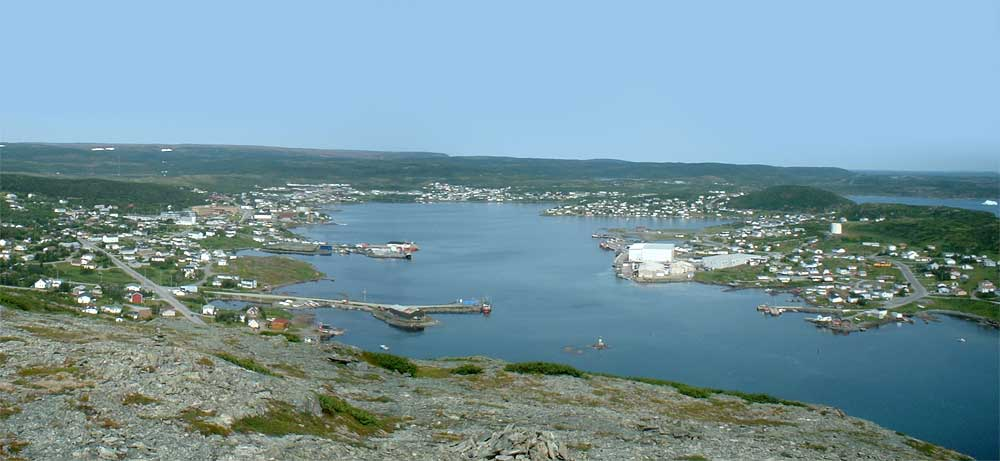
St. Anthony
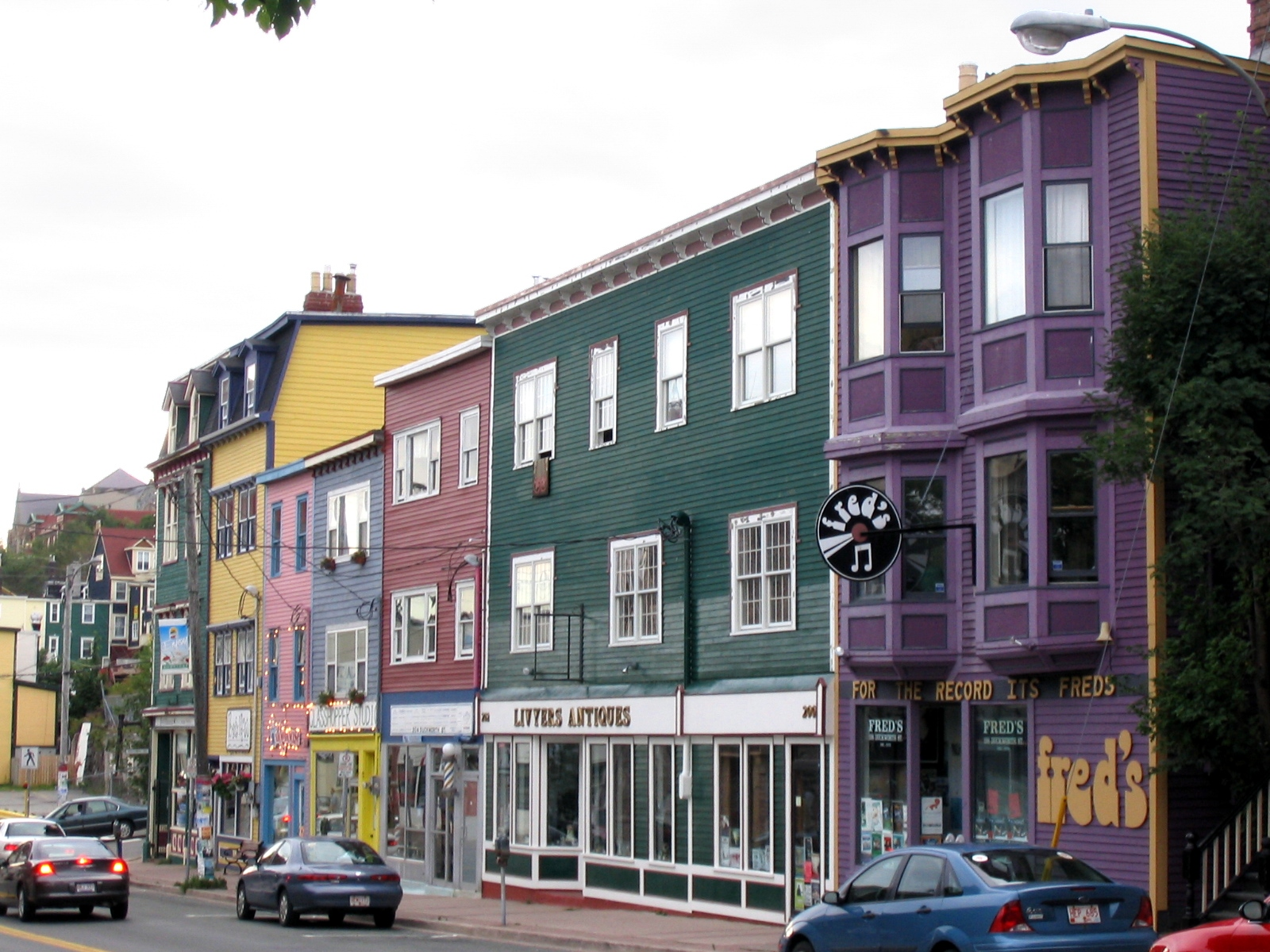
St. Johns
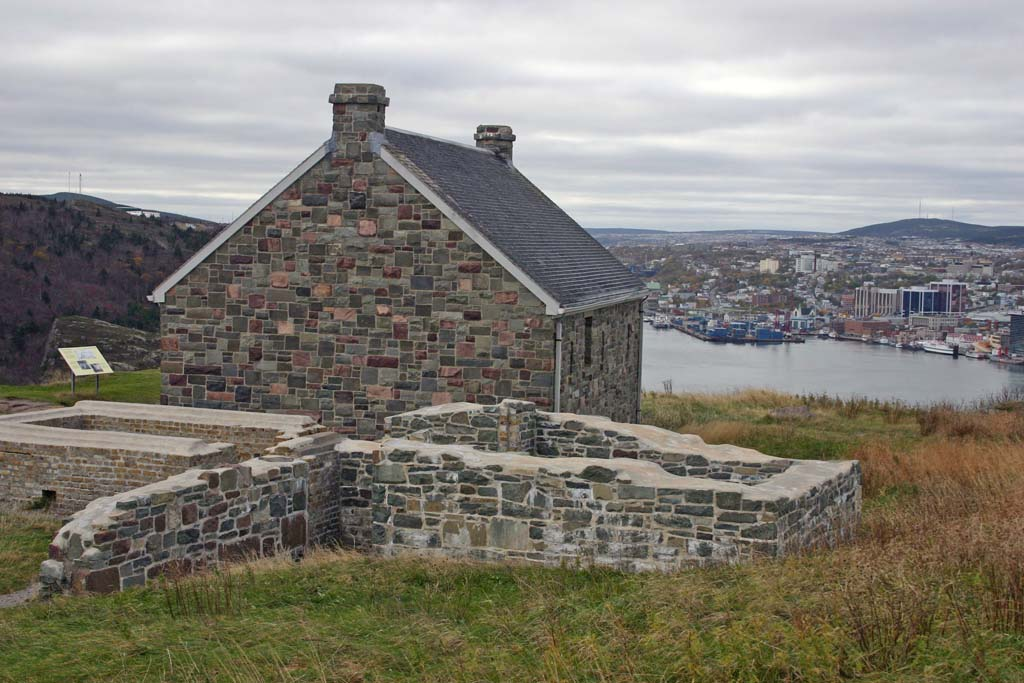
Queens Battery
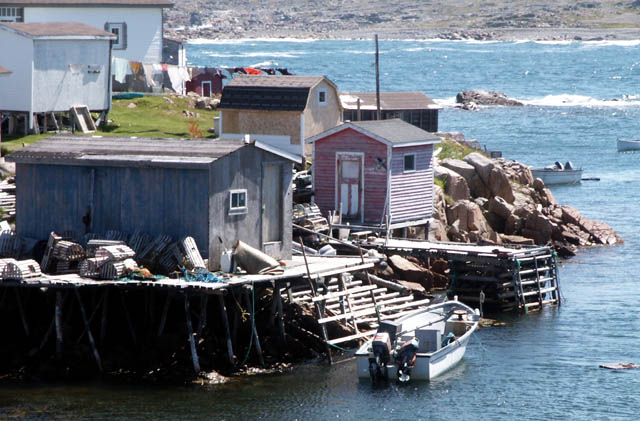
Un outport, caratteristico porticciolo in legno

## Citazioni letterarie
Terranova è l'ambientazione principale del noto romanzo "Avviso ai naviganti", Premio Pulitzer nel 1994, dalla scrittrice canadese Annie Proulx, che ne descrive alcune caratteristiche: "Migliaia di chilometri di roccia modellata dall'acqua, di scogli sommersi e isolotti, lungo tutta la costa. Alcuni scogli sono famosi, come la Catena e la Frittella, a picco sul mare, vicino a Saint John's (Canada), o i vecchi mostri, lo Smeriglio e il Rubino" (Milano, Baldini&Castoldi, 1993, p.201).